# الربدة (المحفد)

تعديل مصدري - تعديل

الربدة هي إحدى قرى عزلة المحفد بمديرية المحفد التابعة لمحافظة أبين، بلغ تعداد سكانها 228 نسمة حسب تعداد اليمن لعام 2004.